# Laser à cascade quantique
Le laser à cascade quantique (abrégé en QCL pour Quantum Cascade Laser) est un type de laser à semi-conducteur pouvant émettre de l'infra-rouge moyen à l'infra-rouge lointain (térahertz), dont le principe repose sur l'émission par cascade quantique initialement proposée par R.F. Kazarinov et R.A. Suris en 1971, mais qui a été réellement mise en œuvre pour la première fois aux Laboratoires Bell  en 1994 par Jérôme Faist (de), Federico Capasso, Deborah Sivco, Carlo Sirtori, Albert Hutchinson, et Alfred Cho.
Alors que les autres lasers à semi-conducteur, de type « diode laser » sont des composants bipolaires dont le rayonnement électromagnétique provient de la recombinaison d'une paire électron-trou à travers le gap (transition inter-bandes), les QCL sont unipolaires et l'émission laser est obtenue par transition inter-sous-bande d'une structure à confinement quantique, un puits quantique. De plus, le composant est constitué d'une multitude d'hétérostructures à la suite, permettant de « recycler » les électrons, et d'avoir ainsi des rendements quantiques supérieurs à 1.

## Principe d'émission

### Laser à semi-conducteur classique

Transition inter-bandes dans un laser à semi-conducteur conventionnel : l'électron dans la bande de conduction perd de l'énergie (égale à celle de la bande interdite) en retournant dans la bande de valence (« recombinaison électron-trou ») en émettant un unique photon d'énergie équivalente.

Dans le cadre de la théorie des bandes, la structure électronique d'un semi-conducteur classique (« bulk ») est constituée notamment de deux bandes d'énergies continues dans laquelle les électrons de valence se situent :
- la bande de valence, très peuplée en électrons de faible énergie
- la bande de conduction, relativement peu peuplée en électrons de haute énergie.

Ces deux bandes sont séparées par une bande vide où aucun électron ne peut se situer, appelée bande interdite ou « gap », dont la « taille » , c'est-à-dire l'énergie, dépend uniquement de la nature chimique du matériau semi-conducteur. Un laser à semi-conducteur utilise cette structure pour émettre des photons : un électron de la bande de conduction va se désexciter en retournant dans la bande de valence, en émettant un photon d'énergie équivalente à la perte d'énergie qu'il subit, c'est-à-dire équivalente au gap. Dans la description classique en théorie des semi-conducteurs, on parle alors de « recombinaison électron-trou », l'électron de la bande de conduction se recombinant avec un « trou » de la bande de valence, ce qui fait disparaître les deux entités pour émettre le photon. On parle dans ce cas d'émission par transition inter-bandes. Outre le fait qu'un seul électron ne peut produire qu'un seul photon, on peut remarquer que l'énergie du photon émis (et donc sa longueur d'onde λ) dépend directement du gap du matériau, ce qui oblige pour émettre un photon avec l'énergie voulue d'utiliser un matériau semi-conducteur ayant un gap d'exactement la même énergie.

### Laser à cascade quantique

Structure de la bande de conduction d'un laser à cascade quantique, sous tension. Un électron (arrivant par la gauche) « tombe » dans un puits quantique : il y subit une relaxation entre deux sous-bandes, émettant un photon. Il passe ensuite au puits suivant par effet tunnel, où il subira une nouvelle relaxation et ainsi de suite.

Un laser à cascade quantique n'utilise pas ce genre de matériau, mais un semi-conducteur possédant une structure à confinement quantique, un puits quantique. Ce confinement quantique, ici à une dimension, est créé à l'intérieur de la structure des sous-bandes d'énergie. Un électron de haute énergie de la bande de conduction « tombe » alors dans le puits quantique, tout d'abord sur la sous-bande supérieure, puis est relaxé en tombant sur la sous-bande inférieure, en émettant alors un photon d'énergie équivalente à l'énergie entre ces deux sous-bandes. On parle alors d'émission par transition inter-sous-bande. Or, comme l'énergie entre deux sous-bandes dépend directement de la largeur du puits, donc de l'épaisseur de la couche de semi-conducteur constituant le puits, il est possible en contrôlant cette épaisseur de choisir la longueur d'onde émise, ce qui permet d'émettre un très large spectre avec le même type de matériau.
Afin de maximiser le rendement du QCL, celui-ci est en fait constitué d'une multitude de puits quantiques. Une fois l'électron relaxé sur la sous-bande de plus basse énergie, il traverse l'interstice entre deux puits quantiques par effet tunnel, et, en raison de la polarisation du composant, se retrouve sur la sous-bande supérieure, d'où il pourra à nouveau se relaxer, et produire un nouveau photon, et ainsi de suite. C'est ce principe qui donne son nom de « cascade » au laser.